# 费氏伊蛛
费氏伊蛛（学名：[Hyllus fischeri] 错误：{{Lang}}：文本有斜体标记（帮助））为跳蛛科伊蛛属的动物。在中国大陆，分布于上海等地。该物种的模式产地在日本。